# أنا نورا أولا (فلم)
أنا نورا أولا هو فيلم تلفزي مغربي من إخراج هشام العسري سنة 2011، وبطولة كل من نجية فتاح، أمين الناجي، مراد الزاوي، سلمى الدليمي، وآخرون.

## القصة
على بعد شهر من موعد عيد ميلادها الثلاثين، تكتشف «نورا» لائحة من أوراق ذكرياتها في فترة المراهقة كانت قد نذرت بأنها لن تتزوج قبل تحقيق أمنياتها الثمانية، وذلك قبل وصولها سن الثلاثين، سيدفعها هذا لركوب مغامرة تحقيق الأمنيات مما سيؤدي لانقلاب حياتها العملية والعائلية رأسا على عقب.